# Szánoki Gergely
Szánoki Gergely (vagy Sanoki; lengyelül Grzegorz z Sanoka) (Sanok, Lengyelország, 15. század eleje – Lemberg, Lengyelország, 1477) érsek.

## Életpályája
Galíciában, a Visztula folyó forrásvidékén, Galíciában, a magyar határ közelében született, ahová nemes származású atyja, Szánoki Péter költözött. 12 éves kora után huzamosabb ideig Krakkóban élt. Hosszú vándorutat tett meg Európában. 5 éven át Németországban bolyongott, megtanult németül; könyveket másolt és tanítványaitól kapott fizetségből, zenélésből és éneklésből élt. 1430 körül Krakkóban volt éneklő kántor, 1439 körül a 7 szabad művészet mestere.  Tarnowski gróf meghívta őt fiai nevelésére. Ekkor kezdett költeményeket írni. II. (Jagelló) Ulászló lengyel király  halálakor, 1434-ben  írta meg a király sírversét (Dlugoss lengyel  történetében maradt fenn). Tanítványaival együtt Krakkóba költözött, ahol a királyfiak, Jagelló Ulászló és Kázmér társaságához tartozott és a királyi udvarnál is megkedvelték őt. 1440-ben wieliczkai plébános lett. I. (Jagelló) Ulászló magyar királyt Magyarországra kísérte. A király  őt tanácsosául szemelte ki, 1441-ben követként küldte Lengyelországba a török elleni segédhadakért. Megnyerte az Erzsébet-párti magyar főurakat I. Ulászló részére és bár a szegedi eskü után ellenezte a Cesarini Julián sürgette török elleni háborút, elkísérte a királyt Várnáig, a vesztett várnai csatából megmenekült. 1445 és 1451 között Hunyadi János fiainak, Lászlónak és Mátyásnak a  nevelője volt. Követként tért vissza Lengyelországba. 1451-től haláláig lembergi (ilyvói) érsek volt.

## Művei
Munkáinak nagyobb része elveszett. A lembergi káptalan levéltárában a 18. században egy kódex Orationes, epistolas et carmina seculi XV. exitu parvis foliis«exaratas» című művét foglalta magában; a kódexnek azonban a 19. században nyoma veszett.